# Richard Sève
Pour les articles homonymes, voir Bouillet.
Richard Sève, né en 1968 à Lyon, est un chocolatier et un pâtissier français installé à Lyon.
Il est à l'origine d'un musée du chocolat en région lyonnaise, le MUSCO.

## Biographie
Il crée en 2017 le MUSCO, musée consacré au chocolat à Limonest.
Il a reçu plusieurs récompenses pour son travail de chocolatier, entre autres, :
- Award du meilleur chocolatier en 2010 et 2011 ;
- classement des 5 tablettes du guide des Croqueurs de Chocolats  en 2012 et 2013.

Il fait partie de l'Association Relais Desserts International.